# Barackenlager Holbeckshof
Das Barackenlager Holbeckshof in Essen-Steele war im Frühjahr 1942 ein Ausgangs- und Sammelpunkt für die Deportation Essener Juden. Auf dem Gelände der ehemaligen Zeche Johann Deimelsberg wurden von der Geheimen Staatspolizei Baracken für etwa 350 jüdische Einwohner errichtet, die zwischen April und Juli 1942 genutzt wurden. Viele der internierten Einwohner wurden weiter transportiert ins KZ Theresienstadt, aber auch ins Ghetto Izbica oder in das Vernichtungslager Sobibor.

## Lage

Schematischer Lageplan des Sammellagers Holbeckshof (1942)

Das Barackenlager lag an der Straße Holbecks Hof in der Nähe der Steeler Straße. Durch die Anbindung mit Eisenbahn und Straßenbahn waren Transporte über den Hauptbahnhof Essen und den ehemaligen Bahnhof Essen Nord (zwischen der heutigen Universität Duisburg-Essen und dem heutigen Einkaufszentrum Limbecker Platz) möglich. 1942 konnten so Juden aus fast allen Stadtteilen Essens ins Sammellager transportiert werden.

## Geschichte
Die jüdische Gemeinde in Steele kann bis ins Jahr 1491 belegt werden. Im Jahr 1900 betrug die Zahl der jüdischen Einwohner in Steele etwa 250. Mit der Machtergreifung 1933 wurde der zunehmende Druck auf die jüdische Bevölkerung immer größer. Zu dieser Zeit lebten noch etwa 150 Juden in Essen-Steele. Während der Novemberpogrome 1938 wurden zahlreiche männliche Juden festgenommen, viele davon wurden, teilweise für Wochen, im KZ Dachau interniert. Zudem wurde die Steeler Synagoge im November 1938 in Brand gesetzt und später abgerissen. In nahezu jedem Stadtteil Essens gab es zwischen 1938 und 1943 „Judenhäuser“; das waren Häuser, die häufig jüdischen Familien gehört hatten, enteignet wurden und danach als Zwangswohnung für andere jüdische Familien dienten, die beengt zusammen wohnen mussten. Somit wurden die jüdischen Einwohner auf einige Häuser konzentriert, bevor sie schließlich deportiert wurden.
Der Bahnhof in Essen-Steele wurde zur Deportation der jüdischen Bevölkerung der angrenzenden Stadtteile genutzt. Der Transport über den Steeler Bahnhof verlief zunächst per Straßenbahn zum Bahnhof Essen-Nord über Dortmund oder mit der Eisenbahn zum Essener Hauptbahnhof, nach Düsseldorf oder Köln, wo schließlich die Züge zur Deportation in den Osten begannen. Der Transport nach Theresienstadt oder Izbica dauerte mehrere Tage. Die ersten Deportationen in Essen-Steele begannen im Oktober 1941 und führten nach Minsk und Łódź.
Im Frühjahr 1942 wurde das Sammellager Holbeckshof auf dem Gelände der ehemaligen Zeche Johann Deimelsberg errichtet, um als Durchgangslager für die noch verbliebene jüdische Bevölkerung in Essen zu dienen. Die Zeche wurde am 31. August 1928 stillgelegt und wenige Jahre später abgerissen. Die Bombenangriffe auf Essen in der Nacht vom 12. zum 13. April 1942 führten dazu, dass viele der „Judenhäuser“ aufgelöst und die Bewohner im Lager Holbeckshof interniert wurden. Die meisten Bewohner wurden zwischen dem 27. und 29. April 1942 umgesiedelt. Das Sammellager wurde von uniformierten Beamten der Sturmabteilung und zivilen Beamten der Geheimen Staatspolizei bewacht und war mit einem Maschendrahtzaun und Stacheldraht gesichert. Anfangs durften die Internierten tagsüber unter Auflagen das Lager verlassen. Im Juni 1942 wurden 65 Juden nach Izbica deportiert, einen Monat später weitere 191 nach Theresienstadt. Von der Deportation ausgenommen waren Personen, die von der Gestapo als „arbeitsfähig“ eingestuft wurden. Nachdem das Lager Holbeckshof am 5. August 1942 geschlossen wurde, mussten diese in den verbliebenen „Judenhäusern“ wohnen. Max Mayer aus Freisenbruch wurde am 1. März 1943 als „letzter Steeler Jude“ deportiert. Mayer wurde zusammen mit seiner Familie im Sammellager Holbeckshof interniert, dann allerdings in ein „Judenhaus“ in der Innenstadt umgesiedelt.
Das Lager Holbeckshof bestand aus vier Holzbaracken. In einem beengten Raum lebten etwa sechs Personen mit spärlichem Mobiliar. Die meisten Personen waren Senioren. Die Deportation ins Lager Holbeckshof bedeutete für viele, dass sie persönliche Gegenstände zurücklassen mussten und nur das Nötigste mitnehmen konnten.

## Erinnerung

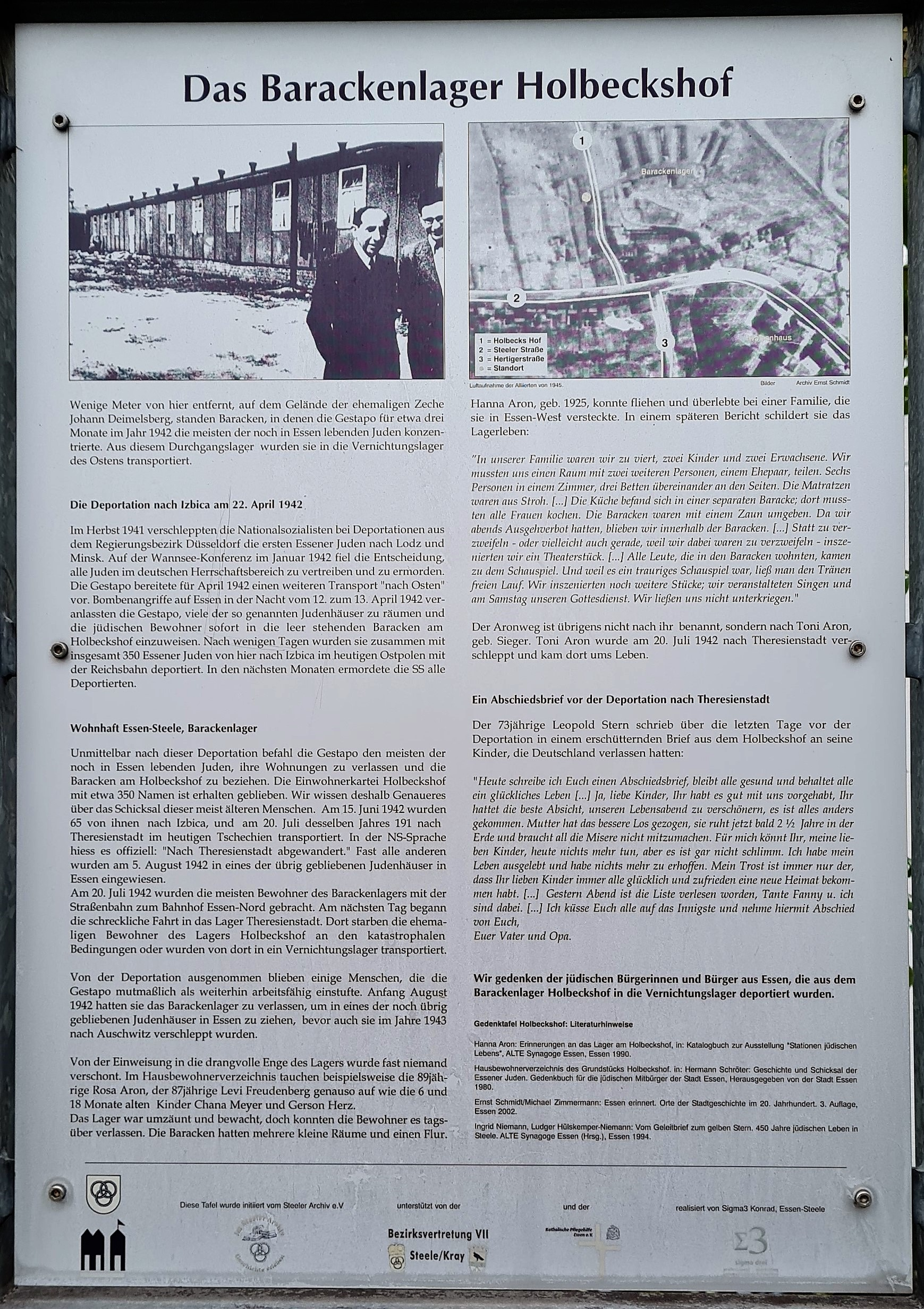
Gedenktafel

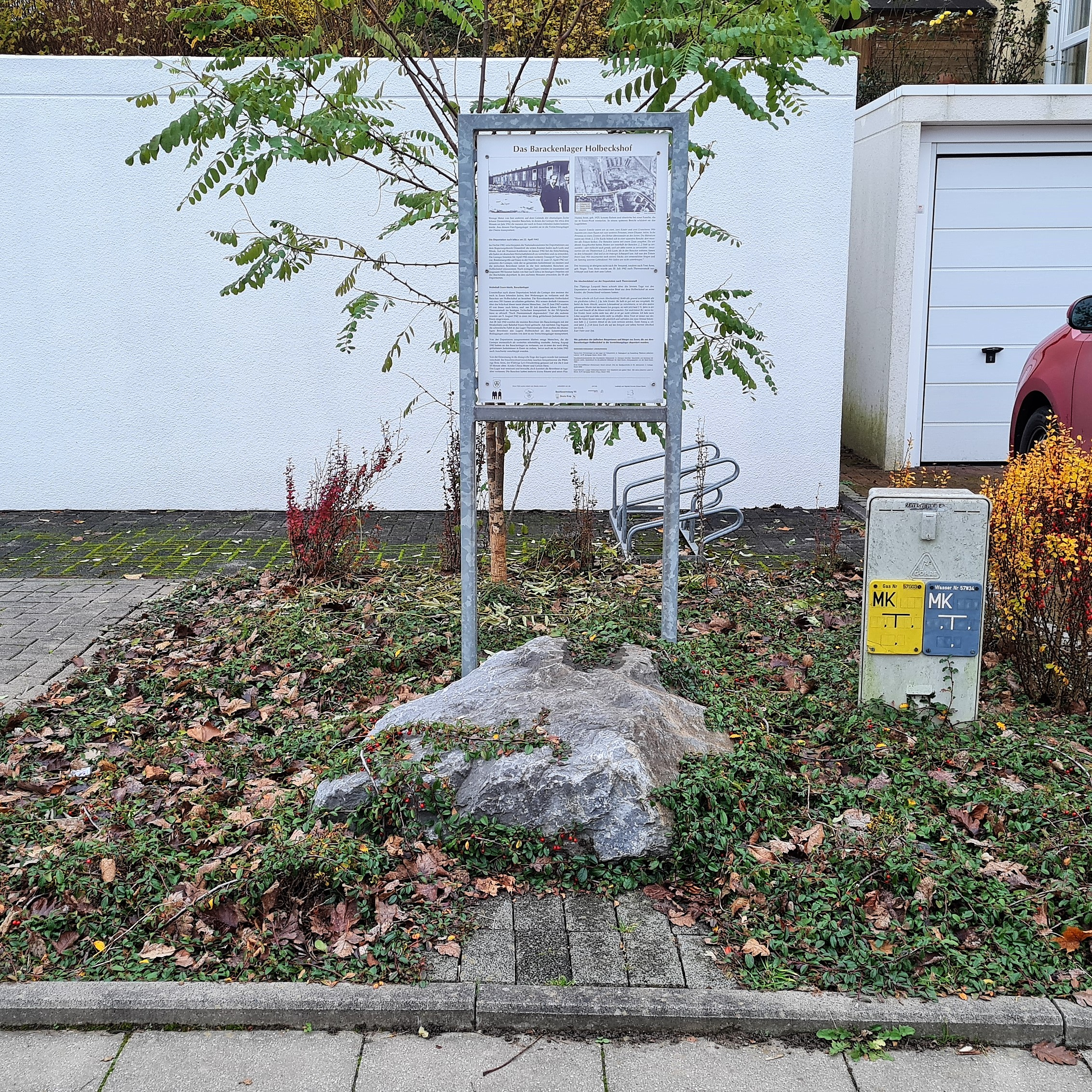
Gedenktafel am Standort

Der Aronweg ist seit den 1970er Jahren eine östliche Stichstraße der Straße Holbecks Hof, die im Juni 1988 im Gedenken an Toni Aron (geborene Sieger; * 22. Oktober 1885 in Hagen) umbenannt wurde. Sie war zwischen dem 22. April 1942 und 20. Juli 1942 im Lager Holbeckshof interniert und wurde am 11. Februar 1944 im KZ Theresienstadt ermordet.
Im Stadtgebiet von Essen sind rund 380 Stolpersteine verlegt, die auf die Biografie der Opfer des NS-Regimes hinweisen. 50 dieser Stolpersteine wurden in den Stadtteilen Steele, Kray und Freisenbruch verlegt (Stand November 2021). Viele der Stolpersteine in ganz Essen zeigen in den Biografien eine Zwangsumsiedlung von einem „Judenhaus“ in das Barackenlager Holbeckshof.
Am Aronweg, Ecke Holbecks Hof, ist 2011 eine Gedenktafel errichtet worden, die über das ehemalige Barackenlager Holbeckshof informiert.